# Köprülü Fazıl Mustafa Pascha
Köprülü Fazıl Mustafa Pascha (* 1637 in Vezirköprü; † 19. August 1691 bei Slankamen) war von 1689 bis 1691 Großwesir des Osmanischen Reiches.
Köprülü Fazıl Mustafa war ein Sohn von Köprülü Mehmed Pascha und 1683–1684 zunächst Wali (Gouverneur) der Großprovinz Silistrien. Süleyman II. machte ihn 1689 zu seinem Großwesir, nachdem sich das osmanische Heer nach mehreren Niederlagen aus Ungarn und Polen und die Flotte aus dem Mittelmeer hatte zurückziehen müssen. Er begann mit der Anordnung von strengen Sparmaßnahmen und Reformen des Steuersystems. Er selbst setzte durch freiwillige Spenden an das Militär ein Beispiel, dem viele folgten. Mit diesem Geld baute er die Flotte so schnell wie möglich um. 
Seine Klugheit zeigt sich in den umsichtigen Maßnahmen, die er im Rahmen der Nizâm-ı Cedîd / نظام جديد / ‚Neue Ordnung‘ für die Verbesserung der Bedingungen der christlichen Reâyâ durchführte, und darin, dass er ihnen Sicherheit des Lebens und des Eigentums gewährte; eine versöhnende Geste, die sofort in Griechenland Früchte trug, wo das Volk wieder unter den Schutz der Pforte zurückkehrte.
Er fiel 1691 in der Schlacht bei Slankamen im Kampf gegen die Kaiserliche Armee unter Ludwig Wilhelm von Baden. Die Armee erlebte eine totale Niederlage, was zur Vertreibung der Osmanen aus Ungarn führte.

## Weiterführende Literatur
- Fehmi Yılmaz: The life of Köprülüzade Fazıl Mustafa Pasha and his reforms (1637–1691). In: Osmanlı Araştırmaları, Bd. 20 (2000), S. 165–221, Onlineversion (PDF, 7,91 MB) (englisch).
- Abdülkadir Özcan: Köprülüzâde Fâzıl Mustafa Paşa, in: Türkiye Diyanet Vakfı İslâm Ansiklopedisi, Bd. 26 (2002), S. 263–265, online (türkisch).